# Inline-Speedskating-Europameisterschaften 2014
Die Europameisterschaften fanden vom 28. Juli bis 3. August im deutschen Geisingen statt.
Die erfolgreichsten Teilnehmer waren mit jeweils vier Goldmedaillen Francesca Lollobrigida bei den Frauen und Bart Swings bei den Herren.

## Frauen
| Distanz              | Gold                                                                    | Silber                                                         | Bronze                                                      |
| Bahn                 | Bahn                                                                    | Bahn                                                           | Bahn                                                        |
| -------------------- | ----------------------------------------------------------------------- | -------------------------------------------------------------- | ----------------------------------------------------------- |
| 300 m Einzelsprint   | Erika Zanetti                                                           | Laethisia Schimek                                              | Giulia Bongiorno                                            |
| 500 m Sprint         | Laethisia Schimek                                                       | Erika Zanetti                                                  | Alisa Gutermuth                                             |
| 1000 m Sprint        | Manon Kamminga                                                          | Erika Zanetti                                                  | Mareike Thum                                                |
| 10000 m Punkte-Auss. | Francesca Lollobrigida                                                  | Manon Kamminga                                                 | Clémence Halbout                                            |
| 15000 m Ausscheidung | Francesca Lollobrigida                                                  | Clémence Halbout                                               | Justine Halbout                                             |
| 3000 m Staffel       | Deutschland Laethisia Schimek Sabine Berg Mareike Thum Katharina Rumpus | Niederlande Bianca Roosenboom Manon Kamminga Irene Schouten    | Spanien Nerea Nuño Saray Narváez Sheila Posada              |
| Straße               |                                                                         |                                                                |                                                             |
| 200 m Einzelsprint   | Erika Zanetti                                                           | Giulia Bongiorno                                               | Laethisia Schimek                                           |
| 500 m Sprint         | Alisa Gutermuth                                                         | Laethisia Schimek                                              | Erika Zanetti                                               |
| 10000 m Punkte       | Francesca Lollobrigida                                                  | Manon Kamminga                                                 | Mareike Thum                                                |
| 20000 m Ausscheidung | Francesca Lollobrigida                                                  | Sabine Berg                                                    | Manon Kamminga                                              |
| 5000 m Staffel       | Deutschland Sabine Berg Katharina Rumpus Alisa Gutermuth                | Frankreich Clémence Halbout Justine Halbout Juliette Pouydebat | Italien Erika Zanetti Francesca Lollobrigida Andrea Trafeli |
| Langstrecke          |                                                                         |                                                                |                                                             |
| 42195 m Marathon     | Manon Kamminga                                                          | Francesca Lollobrigida                                         | Katharina Rumpus                                            |

## Männer
| Distanz              | Gold                                                         | Silber                                                                    | Bronze                                                            |
| Bahn                 | Bahn                                                         | Bahn                                                                      | Bahn                                                              |
| -------------------- | ------------------------------------------------------------ | ------------------------------------------------------------------------- | ----------------------------------------------------------------- |
| 300 m Einzelsprint   | Darren de Souza                                              | Ioseba Fernandez                                                          | Nicolas Pelloquin                                                 |
| 500 m Sprint         | Gwendal Le Pivert                                            | Matthias Schwierz                                                         | Niels Provoost                                                    |
| 1000 m Sprint        | Bart Swings                                                  | Livio Wenger                                                              | Gwendal Le Pivert                                                 |
| 10000 m Punkte-Auss. | Alexis Contin                                                | Felix Rijhnen                                                             | Bart Swings                                                       |
| 15000 m Ausscheidung | Alexis Contin                                                | Fabio Francolini                                                          | Lorenzo Cassioli                                                  |
| 3000 m Staffel       | Belgien Maarten Swings Niels Provoost Tim Sibiet Bart Swings | Deutschland Felix Rijhnen Thimo Kießlich Etienne Ramali Matthias Schwierz | Niederlande Michel Mulder Ronald Mulder Mark Horsten Luc ter Haar |
| Straße               |                                                              |                                                                           |                                                                   |
| 200 m Einzelsprint   | Ioseba Fernandez                                             | Ronald Mulder                                                             | Matthias Schwierz                                                 |
| 500 m Sprint         | Ioseba Fernandez                                             | Gwendal Le Pivert                                                         | Michel Mulder                                                     |
| 10000 m Punkte       | Patxi Peula                                                  | Fabio Francolini                                                          | Ewen Fernandez                                                    |
| 20000 m Ausscheidung | Bart Swings                                                  | Fabio Francolini                                                          | Ewen Fernandez                                                    |
| 5000 m Staffel       | Belgien Bart Swings Tim Sibiet Maarten Swings Niels Provoost | Niederlande Ronald Mulder Michel Mulder Mark Horsten Lars Scheenstra      | Portugal Ricardo Esteves Martyn Dias Diogo Marreiros              |
| Langstrecke          |                                                              |                                                                           |                                                                   |
| 42195 m Marathon     | Felix Rijhnen                                                | Guillaume de Mallevoue                                                    | Fabio Francolini                                                  |

## Medaillenspiegel
| Platz | Land        | Gold | Silber | Bronze | Gesamt |
| ----- | ----------- | ---- | ------ | ------ | ------ |
| 1.    | Italien     | 6    | 7      | 5      | 18     |
| 2.    | Deutschland | 5    | 6      | 6      | 17     |
| 3.    | Frankreich  | 4    | 4      | 6      | 14     |
| 4.    | Belgien     | 4    | 0      | 2      | 6      |
| 5.    | Spanien     | 3    | 1      | 1      | 5      |
| 6.    | Niederlande | 2    | 5      | 3      | 10     |
| 7.    | Schweiz     | 0    | 1      | 0      | 1      |
| 8.    | Portugal    | 0    | 0      | 1      | 1      |